# Robert Karl Eisenschitz
Robert Karl Eisenschitz (14 gener 1898, Viena, Àustria-Hongria - 15 juliol 1968, Londres, Regne Unit) fou un físic teòric austríac, conegut pel seu treball del 1930 amb el físic alemany Fritz London sobre les forces intermoleculars que s'originen entre molècules apolars (forces de dispersió de London).

## Vida
Era fill de l'advocat Emil Eisenschitz i de Felicie Felicitas Auguste Eisenschitz i tenia dos germans. El seu germà Wilhelm (Willy) Eisenschitz (1889-1974) és un conegut pintor que treballà a França. Es casà amb l'alemanya Eva Regina Therese Eisenschitz (Eva Laufer) (1912-1991) adquirint la nacionalitat alemanya. Treballà al Kaiser Wilhelm Institute for Physical Chemistry and Electrochemistry a Dahlem. El 1933 el règim nazi li retirà la nacionalitat alemanya i la seva feina degut a la seva condició de jueu. Gràcies a William Henry Bragg, de la Royal Institution de Londres, aconseguí emigrar a Anglaterra i acabà de professor a la Universitat de Londres.

## Obra
Eisenschitz estudià per primera vegada la interacció entre molècules apolars a Berlín juntament amb Fritz London el 1930 en un article sobre els gasos nobles el qual tractament era molt formal i complet. El 1958 publicà el llibre Statistical theory of irreversible processes i el 1966 Matrix Algebra for Physicists.